# Pappel-Schüppling

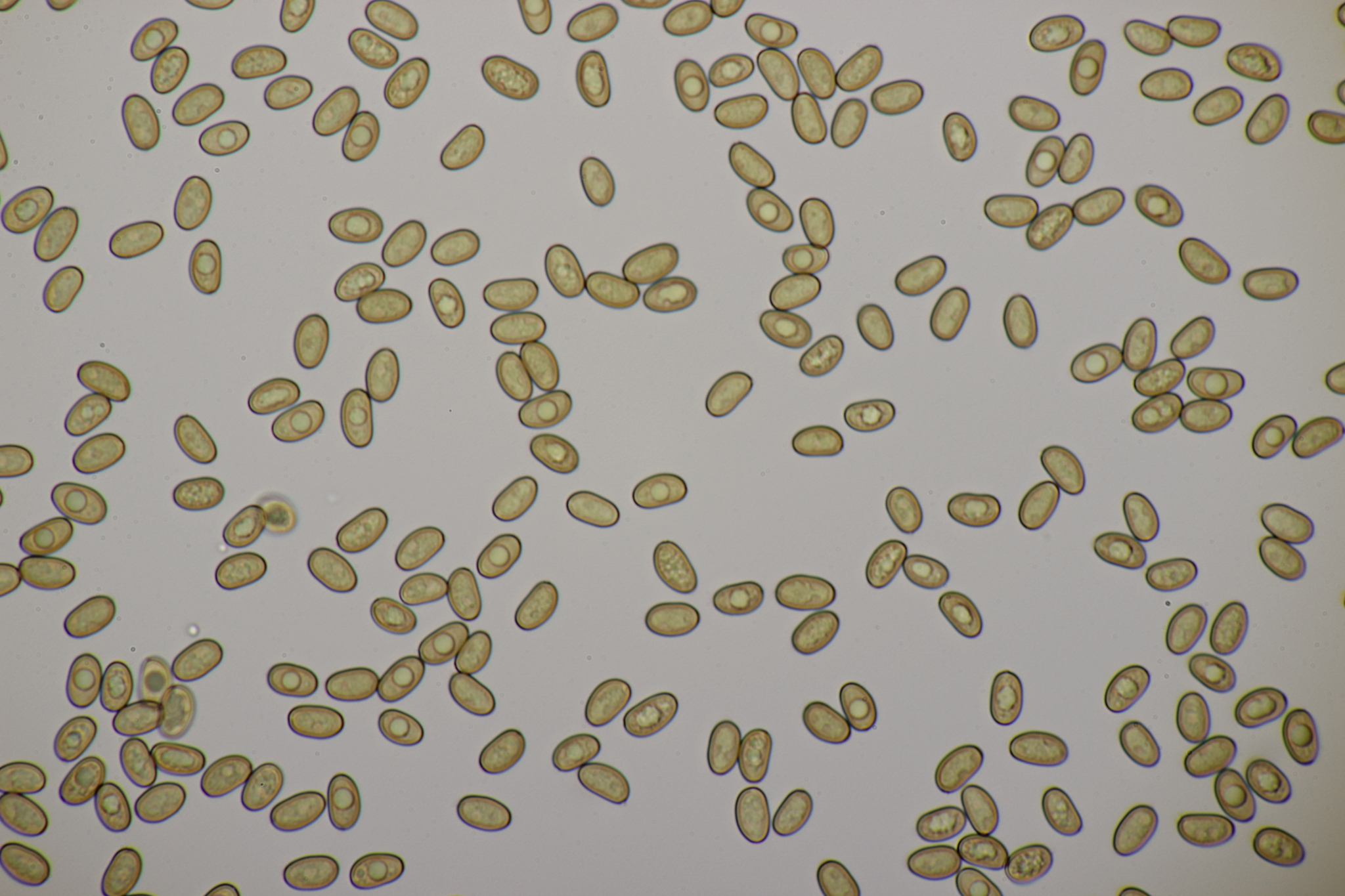
Sporenpulver vom Pappel-Schüppling (Pholiota populnea)

Der Pappel-Schüppling (Pholiota populnea, Hemipholiota populnea, Syn. Pholiota destruens) ist eine Pilzart aus der Familie der Träuschlingsverwandten (Strophariaceae).

## Merkmale
Der Hut hat einen Durchmesser von 5 bis 15 Zentimeter und ist blass bräunlich. Seine Schuppen sind groß, hell, faserig-wollig und anliegend; sie bräunen im Alter nach. Die Oberfläche ist mehr oder weniger trocken. Die Lamellen sind anfangs ziemlich blass, bei der Reife färben sie sich rostbräunlich. Sie sind etwas entfernt stehend, ausgebuchtet und angewachsen. Die Lamellenschneide ist ausgerandet und heller als die Fläche. Der Stiel ist keulig, vollfleischig und besitzt eine faserige Ringzone. Seine Farbe deckt sich mit der des Hutes. Das Fleisch ist weißlich-holzfarben, lediglich an der Stiel-Basis ist es bräunend; sein Geruch ist unauffällig. Der Geschmack ist deutlich bitter.
Das Sporenpulver ist braun. Die Sporen sind 7,5–9,5 × 5–6 Mikrometer groß und elliptisch-eiförmig. Ihr Keimporus ist nicht deutlich sichtbar. Die Cheilozystiden sind keulig-kopfig, Chrysozystiden sind nicht vorhanden.

## Ökologie
Der Pappel-Schüppling ist ein Schwächeparasit oder saprobiontischer Bewohner in Pappeln, er bewohnt meist totes stehendes oder in der Initial- oder frühen Optimalphase der Zersetzung befindliches liegendes Holz, z. B. gefällte Bäume oder Strünke und Lagerholz. Die Art kommt in verschiedenen Auwäldern, Espen- und Pappelforsten, Parks oder Friedhöfen vor, seltener an eingestreuten Pappeln in anderen Waldtypen. Als Substrat kommen in Mitteleuropa vor allem Schwarz- und Hybridpappel, sowie Espe in Frage, gelegentlich auch Apfelbaum oder Weidenarten. Die Fruchtkörper erscheinen in Mitteleuropa von September bis November.

## Verbreitung
Der Pappelschüppling ist in der gesamten Holarktis verbreitet, in Europa kommt er von Südeuropa bis Skandinavien und Finnland vor. In Deutschland findet sich die Art sehr zerstreut, in den großen Flusstälern kann sie örtlich häufig sein.

## Bedeutung
Der Pappelschüppling ist ungenießbar, als wirtschaftlich bedeutsamer Holzschädling tritt er seltener in Erscheinung.